# Märket

Il confine nazionale sull'isola di Märket nel 1985.

Märket (pronuncia: ˈmærkə(t), in finlandese Merkki, "lett. "Il segno"") è una piccola isola scoglio disabitata di 3,3 ettari (8,2 acri) nel Mar Baltico, divisa tra Finlandia e Svezia che fa parte dell'arcipelago delle isole Åland.
È divisa tra il comune finlandese di Hammarland nella regione autonoma delle isole Åland e tra i comuni svedesi di Östhammar nella contea di Uppsala e di Norrtälje nella contea di Stoccolma.

## Storia
Nota forse dal XVI secolo, dopo la guerra di Finlandia con il trattato di Fredrikshamn il 17 settembre 1809, diventò confine tra Impero russo e Regno di Svezia.
Nel 1885 i russi costruirono il faro progettato dall'architetto finlandese Georg Schreck.
Nel 1918 diventò confine tra Svezia e Finlandia, il possesso finlandese della parte orientale dell'isola venne confermata con il possesso sulle Isole Åland da parte della Società delle Nazioni nel 1921. Non c'è alcun controllo passaporti dal 1958, da quando le due nazioni hanno aderito all'Unione nordica dei passaporti, implementati dagli accordi di Schengen del 1995.

## Geografia

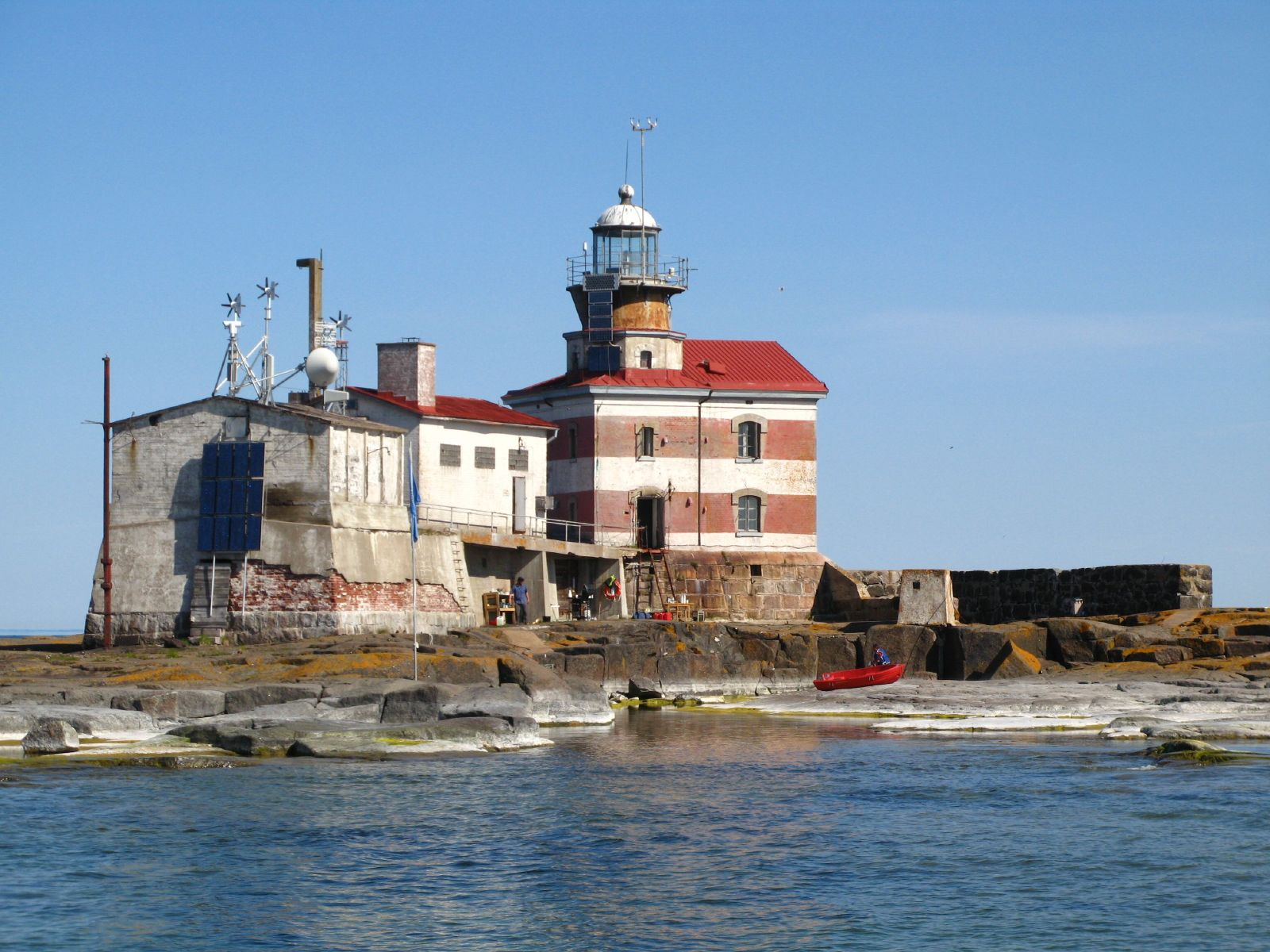
Il faro sul lato finlandese dell'isola.

L'isola è poco elevata, è lunga solo 350 metri e larga 150 metri, e la superficie totale è di solo 3,3 ettari; Märket dista 27 km dalla terraferma svedese e 23 km dall'isola e comune di Eckerö nelle isole Åland, in Finlandia.